# Ereira (Cartaxo)
Ereira é uma aldeia portuguesa do Município do Cartaxo que foi sede da extinta Freguesia de Ereira, freguesia que tinha 6,31 km² de área e 636 habitantes (2011), e, por isso, uma densidade populacional de 100,8 hab/km².
A Freguesia de Ereira foi extinta em 2013, no âmbito de uma reforma administrativa nacional, tendo sido agregada à Freguesia de Lapa para formar uma nova freguesia denominada União das Freguesias de Ereira e Lapa da qual é a sede.

## População
| População da freguesia de Ereira | População da freguesia de Ereira | População da freguesia de Ereira | População da freguesia de Ereira | População da freguesia de Ereira | População da freguesia de Ereira | População da freguesia de Ereira | População da freguesia de Ereira | População da freguesia de Ereira | População da freguesia de Ereira | População da freguesia de Ereira | População da freguesia de Ereira | População da freguesia de Ereira | População da freguesia de Ereira | População da freguesia de Ereira |
| -------------------------------- | -------------------------------- | -------------------------------- | -------------------------------- | -------------------------------- | -------------------------------- | -------------------------------- | -------------------------------- | -------------------------------- | -------------------------------- | -------------------------------- | -------------------------------- | -------------------------------- | -------------------------------- | -------------------------------- |
| 1864                             | 1878                             | 1890                             | 1900                             | 1911                             | 1920                             | 1930                             | 1940                             | 1950                             | 1960                             | 1970                             | 1981                             | 1991                             | 2001                             | 2011                             |
| 1 261                            | 1 389                            | 1 731                            | 1 861                            | 2 033                            | 2 221                            | 904                              | 825                              | 890                              | 856                              | 747                              | 737                              | 664                              | 628                              | 636                              |

Pela Lei nº 1142, de 08/04/1921, foram desanexados lugares desta freguesia para constituir a freguesia da Lapa
| Distribuição da População por Grupos Etários | Distribuição da População por Grupos Etários | Distribuição da População por Grupos Etários | Distribuição da População por Grupos Etários | Distribuição da População por Grupos Etários | Distribuição da População por Grupos Etários | Distribuição da População por Grupos Etários | Distribuição da População por Grupos Etários | Distribuição da População por Grupos Etários | Distribuição da População por Grupos Etários |
| -------------------------------------------- | -------------------------------------------- | -------------------------------------------- | -------------------------------------------- | -------------------------------------------- | -------------------------------------------- | -------------------------------------------- | -------------------------------------------- | -------------------------------------------- | -------------------------------------------- |
| Ano                                          | 0-14 Anos                                    | 15-24 Anos                                   | 25-64 Anos                                   | > 65 Anos                                    |                                              | 0-14 Anos                                    | 15-24 Anos                                   | 25-64 Anos                                   | > 65 Anos                                    |
| 2001                                         | 72                                           | 67                                           | 331                                          | 158                                          |                                              | 11,5%                                        | 10,7%                                        | 52,7%                                        | 25,2%                                        |
| 2011                                         | 91                                           | 34                                           | 308                                          | 203                                          |                                              | 14,3%                                        | 5,3%                                         | 48,4%                                        | 31,9%                                        |

Média do País no censo de 2001:  0/14 Anos-16,0%; 15/24 Anos-14,3%; 25/64 Anos-53,4%; 65 e mais Anos-16,4%
Média do País no censo de 2011:   0/14 Anos-14,9%; 15/24 Anos-10,9%; 25/64 Anos-55,2%; 65 e mais Anos-19,0%

## Descrição geográfica e histórica da localidade
Ereira confronta com as localidades da Lapa, Pontével e Vale da Pinta, e com o lugar de Maçussa e Manique do Intendente (no Município de Azambuja). Ereira dista 8,8 km da sua sede de concelho.
Dos velhos moinhos que envolviam as suas encostas, perpassa, ainda, no sopro do vento restos de antigas lendas e histórias fantasias do seu passado.
Em 1921, a freguesia da Lapa desanexa-se da freguesia da Ereira, passando estas, a partir dessa data a configurarem freguesias independentes.
Dos trilhos antigos onde entrelaça a sua vida campestre, ainda se vislumbram ecos da passagem de romanos e árabes, histórias que abriram os caminhos medievais até à chegada de D. Nuno Álvares Pereira, que aqui pernoitou e aqui tomou a decisão de apoiar D. João, Mestre de Avis, como candidato ao trono de Portugal. Para simbolizar este facto, a 19 de Março de 1989 foi inaugurado, no Largo principal da Ereira, um marco em sua homenagem.
Hoje é uma povoação composta por uma comunidade diversificada, que faz jus em transmitir aos mais novos as suas heranças culturais, quer seja no domínio da arte, da música ou do folclore, ou até nos sabores antigos, que por vezes, se apresentam em diversos certames de gastronomia. Quem não aprecia a “sopa de coelho” ou os doces “coscorões” salpicados de aguardente vínica, rendilhados na massa estendida com uma garrafa de vinho escuro? Ou até as saborosas “misturadas” que tiveram honras de programa televisivo, organizado por Maria de Lurdes Modesto.
Situada na zona do Bairro, onde se produz alguns dos afamados vinhos que dão nome ao vinho do Cartaxo, Ereira estende-se por uma pequena planície com uma ligeira elevação de terrenos, onde o colorido das vinhas e olivais dão à paisagem uma tonalidade multifacetada, salpicando, por vezes, de casario as amenas parcelas da pequena propriedade rural, espaço ultimamente redescoberto por inúmeros citadinos, que aqui procuram tónicos para combater o stress das grandes cidades.

## Património
- Igreja Matriz;[4]
- Núcleo do Museu Rural e do Vinho;
- Ruínas do "Bicho Feio".

## Festas e Eventos
Na 1ª quinzena de Agosto em honra de Nossa Senhora da Conceição.